# Jim Hilgemann
James Albert Hilgemann, detto Jim (Wabash, 22 dicembre 1916 – Fort Wayne, 28 agosto 1967), è stato un cestista statunitense, professionista nella NBL con i Fort Wayne General Electrics e i Fort Wayne Zollner Pistons.